# Wallace R. Brode
Wallace Reed Brode (12 juin 1900 - août 1974) est un chimiste américain. Il est président de l'American Chemical Society en 1969 et de l'Optical Society of America en 1961. Il reçoit la médaille Priestley en 1960.

## Biographie

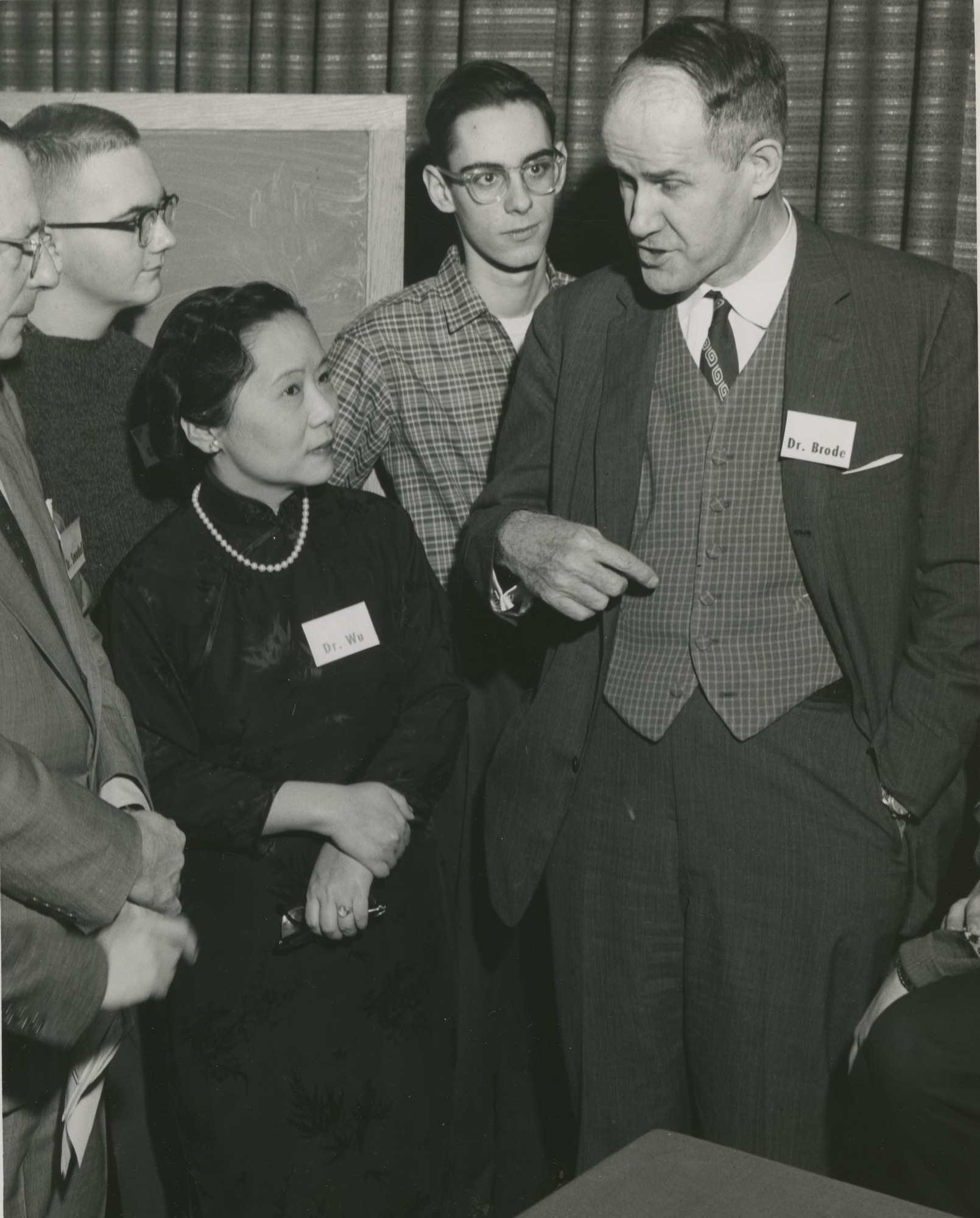
Chien-Shiung Wu (à gauche) avec Wallace Brode (à droite) à l'Université Columbia en 1958.

Brode est né à Walla Walla, Washington, l'un des triplés, les autres étant ses frères Malcolm et Robert Brode, chacun d'eux est devenu un scientifique distingué. Il a aussi un autre frère aîné, Stanley. Son père, Howard, est professeur de biologie au Whitman College, où Brode obtient son D.Sc en 1921. Alors qu'il étudie pour son doctorat à l'Université de l'Illinois sous la direction de Roger Adams, il développe un intérêt pour les colorants et la spectroscopie.
Il est membre de la faculté de l'Université d'État de l'Ohio (1928-1948 ; professeur 1939-1948), chef du département scientifique de la US Naval Ordnance Test Station (1945-1947) ; Conseiller scientifique auprès du secrétaire d'État américain de 1958 à 1960 et directeur de Barnes Engineering Co. à Washington à partir de 1960. Il siège également au conseil d'administration de Science Service, maintenant connu sous le nom de Society for Science &amp; the Public, de 1957 à 1972.
Au cours de sa carrière, il développe des ensembles de modèles moléculaires, utilisant des tiges et des boules en bois pour créer des représentations tridimensionnelles des liaisons moléculaires dans les composés chimiques.